# The New Classic Tour
A The New Classic Tour é a turnê de estreia da rapper australiana Iggy Azalea, em suporte para seu primeiro álbum de estúdio, The New Classic. A turnê estreou em 23 de abril de 2014 e passou pela América do Norte e Europa. Teve seu último show em 24 de outubro de 2014 durante o We Can Survive!, em Los Angeles.

## Repertório
O repertório a seguir é representativo do show ocorrido em 19 de outubro de 2014. Não é representativo para todos os outros shows.
1. "Beat Down"
2. "Fuck Love"
3. "Bounce"
4. "My World"
5. "Rolex"
6. "Don't Need Y'all"
7. "Change Your Life"
8. "Lady Patra"
9. "Pu$$y"
10. "Murda Bizness"
11. "Drop That Shit"
12. "Fancy"
13. "Flexin' & Finessin'"
14. "Quicktime"
15. "Black Widow"
16. "Work"

## Datas
| Data                   | Cidade            | País             | Local                           | Festival / Concerto                      |
| América do Norte       | América do Norte  | América do Norte | América do Norte                | América do Norte                         |
| ---------------------- | ----------------- | ---------------- | ------------------------------- | ---------------------------------------- |
| 23 de abril de 2014    | Boston            | Estados Unidos   | House of Blues                  | —                                        |
| 24 April 2014          | Montreal          | Canadá           | Théâtre Corona Virgin Mobile    | —                                        |
| 25 de abril de 2014    | Toronto           | Canadá           | Danforth Music Hall             | —                                        |
| 26 de abril de 2014    | Detroit           | Estados Unidos   | Saint Andrew's Hall             | —                                        |
| 27 de abril de 2014    | Chicago           | Estados Unidos   | House of Blues                  | —                                        |
| 2 de maio de 2014      | Silver Spring     | Estados Unidos   | The Fillmore Silver Spring      | —                                        |
| 3 de maio de 2014      | Filadélfia        | Estados Unidos   | Theatre of Living Arts          | —                                        |
| 4 de maio de 2014      | Nova Iorque       | Estados Unidos   | Music Hall of Williamsburg      | Steve Madden Music Summer Concert Series |
| 5 de maio de 2014      | Nova Iorque       | Estados Unidos   | Irving Plaza                    | —                                        |
| 7 de maio de 2014      | Atlanta           | Estados Unidos   | Center Stage Theater            | —                                        |
| 9 de maio de 2014      | Los Angeles       | Estados Unidos   | Redbull Sound Space             | Amp Radio Live                           |
| 14 de maio de 2014     | Santa Ana         | Estados Unidos   | The Observatory                 | —                                        |
| 16 de maio de 2014     | Los Angeles       | Estados Unidos   | Wiltern Theatre                 | —                                        |
| 17 de maio de 2014     | Anaheim           | Estados Unidos   | Honda Center                    | Powerhouse 2014                          |
| 17 de maio de 2014     | San Diego         | Estados Unidos   | House of Blues                  | —                                        |
| 18 de maio de 2014     | San Francisco     | Estados Unidos   | The Fillmore                    | —                                        |
| 21 de maio de 2014     | Vancouver         | Canadá           | Commodore Ballroom              | —                                        |
| 22 de maio de 2014     | Seattle           | Estados Unidos   | Neptune Theatre                 | —                                        |
| 24 de maio de 2014     | Las Vegas         | Estados Unidos   | The Bank Nightclub              | Power 106 Takeover                       |
| 30 de maio de 2014     | Philadelphia      | Estados Unidos   | Festival Pier at Penn's Landing | Wired Fest                               |
| 1 de junho de 2014     | East Rutherford   | Estados Unidos   | MetLife Stadium                 | Hot 97 Summer Jam                        |
| 6 de junho de 2014     | Greenwood Village | Estados Unidos   | Fiddler's Green Amphitheatre    | KS1075 Summer Jam XVII                   |
| 14 de junho de 2014    | Bridgeview        | Estados Unidos   | Toyota Park                     | B96 Pepsi SummerBash                     |
| 15 de junho de 2014    | Foxborough        | Estados Unidos   | Gillette Stadium                | 103.3 AMP Radio Birthday Bash            |
| Europa                 |                   |                  |                                 |                                          |
| 21 de junho de 2014    | Londres           | Inglaterra       | Wembley Stadium                 | Summertime Ball                          |
| América do Norte       |                   |                  |                                 |                                          |
| 27 de junho de 2014    | Miami             | Estados Unidos   | Fontainebleau Miami Beach       | iHeartRadio Ultimate Pool Party          |
| Europa                 |                   |                  |                                 |                                          |
| 4 de julho de 2014     | Londres           | Inglaterra       | Finsbury Park                   | Wireless Festival                        |
| 6 de julho de 2014     | Birmingham        | Inglaterra       | Perry Park                      | Wireless Festival                        |
| 11 de julho de 2014    | Frauenfeld        | Suíça            | Openairgelände Festivalgelände  | Openair Frauenfeld                       |
| América do Norte       |                   |                  |                                 |                                          |
| 12 de julho de 2014    | Edmonton          | Canadá           | Shaw Conference Centre          | —                                        |
| 26 de julho de 2014    | Las Vegas         | Estados Unidos   | Boulevard Pool                  | —                                        |
| 1 de agosto de 2014    | Chicago           | Estados Unidos   | Grant Park                      | Lollapalooza                             |
| 2 de agosto de 2014    | Toronto           | Canadá           | Parque Downsview                | Veld Music Festival                      |
| 6 de agosto de 2014    | Columbus          | Estados Unidos   | LC Pavilion                     | —                                        |
| 15 de agosto de 2014   | Montreal          | Canadá           | Parc Jean-Drapeau               | Île Soniq                                |
| 30 de agosto de 2014   | Los Angeles       | Estados Unidos   | Grand Park                      | Budweiser Made in America Festival       |
| 12 de setembro de 2014 | Rochester Hills   | Estados Unidos   | Meadow Brook Theatre            | —                                        |
| Europa                 |                   |                  |                                 |                                          |
| 17 de setembro de 2014 | Londres           | Inglaterra       | Shepherd's Bush Empire          | —                                        |
| América do Norte       |                   |                  |                                 |                                          |
| 19 de setembro de 2014 | Atlanta           | Estados Unidos   | Parque Piedmont                 | Music Midtown                            |
| 20 de setembro de 2014 | Las Vegas         | Estados Unidos   | The Lot                         | iHeartRadio Music Festival               |
| 20 de setembro de 2014 | Las Vegas         | Estados Unidos   | MGM Grand Garden Arena          | iHeartRadio Music Festival               |
| 25 de setembro de 2014 | Baltimore         | Estados Unidos   | Pier Six Pavilion               | —                                        |
| 26 de setembro de 2014 | Nova Iorque       | Estados Unidos   | Pier 97, Hudson River Park      | —                                        |
| 27 de setembro de 2014 | Kingston          | Estados Unidos   | Ryan Center                     | —                                        |
| 28 de setembro de 2014 | Mashantucket      | Estados Unidos   | Grand Theater at Foxwoods       | —                                        |
| 3 de outubro de 2014   | Houston           | Estados Unidos   | Bayou Music Center              | —                                        |
| 4 de outubro de 2014   | Austin            | Estados Unidos   | Zilker Park                     | Austin City Limits Music Festival        |
| 8 de outubro de 2014   | Santa Mônica      | Estados Unidos   | Barker Hangar                   | Vevo Certified                           |
| 9 de outubro de 2014   | Nashville         | Estados Unidos   | Memorial Gymnasium              | Commodore Quake                          |
| 11 de outubro de 2014  | Austin            | Estados Unidos   | Zilker Park                     | Austin City Limits                       |
| 17 de outubro de 2014  | Minneapolis       | Estados Unidos   | TCF Bank Stadium                | —                                        |
| 18 de outubro de 2014  | Normal            | Estados Unidos   | Braden Auditorium               | —                                        |
| 19 de outubro de 2014  | Milwaukee         | Estados Unidos   | The Rave / Eagles Club          | —                                        |
| 24 de outubro de 2014  | Los Angeles       | Estados Unidos   | Hollywood Bowl                  | We Can Survive!                          |

Shows cancelados ou remarcados
| 24 de abril de 2014 | Montreal, Canadá | Théâtre Telus | Movido para o Théâtre Corona Virgin Mobile |